# La faccia di Orloff
La faccia di Orloff (Not Final!) è un racconto di fantascienza di Isaac Asimov pubblicato per la prima volta nel 1941 sul numero di ottobre della rivista Astounding Science Fiction.
Successivamente è stato incluso nell'antologia Asimov Story (The Early Asimov) del 1972.
È stato pubblicato varie volte in italiano a partire dal 1973.
La sua continuazione, Vittoria involontaria (Victory Unintentional), è una storia di robot. I due racconti sono tra i pochi di Asimov a raccontare la presenza di forme di intelligenza non umana nel sistema solare.

## Trama
I colonizzatori terrestri di Ganimede, il più grande satellite di Giove, hanno scoperto l'esistenza di una forma di vita intelligente sul pianeta Giove. Riescono a stabilire delle comunicazioni con tali creature e iniziano a scambiarsi informazioni scientifiche, ma quando i Gioviani capiscono che gli umani sono diversi da loro interrompono le comunicazioni, minacciando di distruggere quelli che vedono come esseri inferiori.
Gli scienziati su Ganimede, però, si rendono conto che i Gioviani non possono mettere in pratica la loro minaccia dato che per decollare le loro astronavi avrebbero bisogno di campi di forza, tecnologia che è impraticabile. Il brillante capo degli scienziati fa una sperimentazione pratica di ciò e quindi Nicholas Orloff, il Commissario Coloniale giunto su Ganimede per valutare la situazione, fa rapporto alla Terra che la minaccia dei Gioviani è terminata.
Nel frattempo un'astronave parte per Ganimede per prelevare Orloff e riportarlo sulla Terra e, da una conversazione tra il capitano della nave e un tecnico, si rivela che di fatto tale astronave usa la tecnologia dei campi di forza in un modo ingegnoso a cui gli scienziati non avevano pensato, ribaltando la conclusione alla quale erano giunti gli scienziati di Ganimede.